# روبرت تشيشولم
روبرت تشيشولم هو نقابي وسياسي كندي، ولد في 31 أغسطس 1957 في كنتفيل ‏ في كندا. نشط حزبياً في الحزب الديمقراطي الجديد. في الانتخابات الاتحادية الكندية 2011 ‏، انتخب عضو مجلس العموم الكندي عن دائرة Dartmouth—Cole Harbour ‏ وقد انضم خلال فترته النيابية ‏ (2 مايو 2011 – 18 أكتوبر 2015) للكتلة البرلمانية الحزب الديمقراطي الجديد وانتخب عضو مجلس العموم الكندي.

## وصلات خارجية
- الموقع الرسمي